# Kraljevstvo Ajutaja
Kraljevstvo Ajutaja (tajski อยุธยา, RTGS: Ayutthaya) bilo je sijamsko kraljevstvo koje je postojalo od 1350 do 1767. godine. Ajutaja je imala prijateljske odnose prema stranim trgovcima, među kojima su bili Kinezi, Vijetnamci, Portugalci, Indijci, Japanci, Korejci, Persijci, a kasnije i Španci, Holanđani, Englezi i Francuzi, dozvoljavajući im da osnuju sela van zidina prestonice, koja se takođe zvala Ajutaja. U 16. veku, strani trgovci opisali su ovaj grad kao jedan od najvećih i najbogatijih gradova na Istoku. Dvor kralja Naraja (1656. - 1688) imao je snažne veze sa francuskim kraljem Lujom XIV, čiji su ambasadori grad po veličini i bogatstvu upoređivali sa Parizom. Do 1550. godine, vazali kraljevstva obuhvatali su neke gradove-države na Malajskom poluostrvu, Sukotaju, Lan-Na i delove Burme i Kambodže. Ovaj deo istorije kraljevstva ponekad se naziva i „Ajutajsko carstvo”. U stranim zapisima, Ajutaja se zvala „Sijam”, mada mnogi izvori takođe navode da je Ajutajski narod sebe nazivao Tajima, a svoje kraljevstvo Krung Taj (กรุงไท), što znači tajska zemlja (krng thị). Ovo kraljevstvo se takođe pominje kao Iudea na slici napravljenoj po narudžbini Holandske istočnoindijske kompanije.
Kraljevstvo Ajutaja je proizašlo iz mandala/spajanja tri pomorska grada-države u dolini donje Čao Praje u kasnom 13. i 14. veku (Lopburi, Sufanburi i Ajutaja). Rano kraljevstvo je bilo pomorska konfederacija, orijentisana na pomorsku Jugoistočnu Aziju posle Srivijaje, koja je vršila napade iz ovih pomorskih država. Posle dva veka političke organizacije iz severnih gradova i tranzicije u zaleđinsku državu, Ajutaja se centralizovala i postala jedna od velikih sila Azije. Od 1569. do 1584. Ajutaja je bila vazalna država Toungu Burme, ali je brzo povratila nezavisnost. U sedamnaestom i osamnaestom veku, Ajutaja se pojavila kao središte međunarodne trgovine i njene kulture su cvetale. Vladavina Narajija (r. 1657–1688) bila je poznata po persijskom, a kasnije i evropskom uticaju i slanju sijamske ambasade 1686. na francuski dvor kralja Luja XIV. U kasnom periodu Ajutaje došlo je do odlaska Francuza i Engleza, ali sve većeg značaja Kineza. Ovaj period je opisan kao „zlatno doba“ sijamske kulture i doživeo je uspon kineske trgovine i uvođenje kapitalizma u Sijam, razvoj koji će nastaviti da se širi u vekovima nakon pada Ajutaje.
Ajutajin neuspeh da stvori mirni poredak sukcesije i uvođenje kapitalizma potkopao je tradicionalnu organizaciju njene elite i stare veze kontrole rada koje su formirale vojnu i vladinu organizaciju kraljevstva. Sredinom 18. veka, burmanska dinastija Konbaung izvršila je invaziju na Ajutaju 1759–1760 i 1765–1767. U aprilu 1767, nakon 14-mesečne opsade, grad Ajutaja je pao pod opsadu burmanskih snaga i potpuno je uništen, čime je okončano 417-godišnje kraljevstvo Ajutaja. Sijam se, međutim, brzo oporavio od kolapsa i sedište sijamske vlasti je premešteno u Tonburi-Bangkok tokom narednih 15 godina.
U stranim izveštajima, Ajutaja se zvala „Siam“, ali narod Ajutaje su sebe nazivali Taj, a njihovo kraljevstvo Krung Taj (тај. กรุงไท) što znači „Tajska zemlja“ (กรุงไท). Takođe se pominje kao Iudea na slici napravljenoj po zahtevu Holandske istočnoindijske kompanije. Glavni grad Ajutaje zvanično je poznat kao Krung Tep Dvaravati Si Ajutaja (тај. กรุงเทพทวารวดีศรีอยุธยา), kao što je dokumentovano istorijskim izvorima.

## Napomene
1. ↑  Roberts, Edmund (1837). „XVIII City of Bang-kok”. Embassy to the Eastern courts of Cochin-China, Siam, and Muscat in the U. S. sloop-of-war Peacock during the years 1832-3-4. Harper & Brothers. стр. image 288. OCLC 12212199. „The spot on which the present capital stands, and the country in its vicinity, on both banks of the river for a considerable distance, were formerly, before the removal of the court to its present situation called Bang-kok; but since that time, and for nearly sixty years past, it has been named Sia yuthia, (pronounced See-ah you-tè-ah, and by the natives, Krung, that is, the capital) it is called by both names here, but never Bang-kok; and they always correct foreigners when the latter make this mistake. The villages which occupy the right hand of the river, opposite to the capital, pass under the general name of Bang-kok.”

1. ↑  Pre Ajutajinog zvaničnog datuma osnivanja. Ajutaja se prvi put pominje kao „Sjan“ u kineskim zapisima.
2. ↑  Tajlandski istoričari često koriste „Severne gradove” (Mueang Nua) za upućivanje na Sukotaj i Ficanulok.

## Literatura
- Original text adapted from the Library of Congress Country Study of Thailand
- Baker, Chris; Phongpaichit, Pasuk (2017). A History of Ayutthaya: Siam in the Early Modern World. Cambridge, England: Cambridge University Press. ISBN 978-1-316-64113-2.
- Higham, Charles (1989). The Archaeology of Mainland Southeast Asia. Cambridge, England: Cambridge University Press. ISBN 978-0-521-27525-5. Приступљено 6. 9. 2009.
- Kohn, George Childs (1999). Dictionary of Wars (Revised изд.). New York: Facts On File, Inc. ISBN 978-0-8160-3928-9.
- Marcinkowski, M. Ismail (2005). From Isfahan to Ayutthaya: Contacts between Iran and Siam in the 17th Century. Singapore: Pustaka Nasional. ISBN 9971-77-491-7. Приступљено 8. 8. 2009.
- Syamananda, Rong (1990). A History of Thailand. Chulalongkorn University. ISBN 974-07-6413-4.
- Wood, W.A.R (1924). A History of Siam. London: Fisher Unwin Ltd.
- Wyatt, David K. (2003). Thailand: A Short History. New Haven, Connecticut: Yale University Press. ISBN 978-0-300-08475-7.
- Ruangsilp, Bhawan (2007). Dutch East India Company Merchants at the Court of Ayutthaya: Dutch Perceptions of the Thai Kingdom, Ca. 1604–1765. BRILL. ISBN 90-04-15600-3.
- Chrystall, Beatrice (2004). Connections Without Limit: The Refiguring of the Buddha in the Jinamahanidana (Dissertation). Cambridge: Harvard University.
- Listopad, John A (1995). The Art and Architecture of the Reign of Somdet Phra Narai (Dissertation). Ann Arbor: University of Michigan.
- Peerapun, Wannasilpa (1991). The Economic Impact of Historic Sites on the Economy of Ayutthaya, Thailand (Dissertation). University of Akron.
- Smith, George V (1974). The Dutch East India Company in the Kingdom of Ayutthaya, 1604–1694 (Dissertation). Northern Illinois University.
- Smithies, Michael (1999). A Siamese Embassy Lost in Africa 1686: The Odyssey of Ok-Khun Chamman. Chiang Mai: Silkworm Books. ISBN 978-974-710-095-2.
- Fernquest, Jon (proleće 2005). „The Flight of Lao War Captives from Burma Back to Laos in 1596: A Comparison of Historical Sources”. SOAS Bulletin of Burma Research. SOAS, University of London. 3 (1). ISSN 1479-8484.
- Hardiman, John Percy (1901).  Sir James George Scott, ур. Gazetteer of Upper Burma and Shan States Part 2. 1. Government Press, British Burma.
- Harvey, G. E. (1925). History of Burma: From the Earliest Times to 10 March 1824. London: Frank Cass & Co. Ltd.
- James, Helen (2004). „Burma-Siam Wars and Tenasserim”.  Ур.: Keat Gin Ooi. Southeast Asia: a historical encyclopedia, from Angkor Wat to East Timor, Volume 2. ABC-CLIO. ISBN 978-1-57607-770-2.
- Rajanubhab, Damrong (2001).  Chris Baker, ур. Our Wars with the Burmese: Thai-Burmese Conflict 1539–1767. Превод: Aung Thein. White Lotus Co. Ltd. ISBN 974-7534-58-4.
- Steinberg, David Joel (1987).  David Joel Steinberg, ур. In Search of South-East Asia. Honolulu: University of Hawaii Press.
- Society, Siam (1904). The Journal of the Siam Society. 1—3. Bangkok: Siam Society.
- Symes, Michael (proleće 2006). „An Account of an Embassy to the Kingdom of Ava, Sent by the Governor-General of India, in the year of 1795”. SBBR. SOAS, University of London. 4. Архивирано из оригинала 01. 08. 2019. г. Приступљено 30. 11. 2019.
- Discovery Channel by Scott Rutherford. "Insight Guides: Thailand."., APA Publications GmbH & Co., 2004.
- Discovery Channel by Steve Van Beek (1998). "Insight Pocket Guide: Thailand."., APA Publications GmbH & Co., 2004.
- Maria Grazia Casella and Paola Piacco, "Thailand: Nature and Wonders.". Asia Books. Co,.Ltd., 2004.
- John Hoskin and Gerald Cubitt, "This is Thailand.". Asia Books. Co.,Ltd., 2003

### Kraljevske hronike Ajutije
Postoji 18 verzija Kraljevskih hronika Ajutije (Phongsawadan Krung Si Ayutthaya) koje su poznate naučnicima. Pogledajte Wyatt, David K. (1999). Chronicle of the Kingdom of Ayutthaya. Tokyo: The Center for East Asian Cultural Studies for UNESCO, The Toyo Bunko. стр. Introduction, 14. ISBN 978-4-89656-613-0.)
- - Fifteenth-Century Fragment – Michael Vickery version Архивирано на веб-сајту  (10. јун 2015)(in English and Thai) and Ubonsi Atthaphan version in pp.215-231 (in Thai)
  - Van Vliet Chronicle (1640) – Translated and compiled by the Dutch merchant. The original Thai manuscripts disappeared.
  - The Luang Prasoet Version (1680) – Ayutthaha History (in Thai)
  - CS 1136 Version (1774)
  - The Nai (Nok) Kaeo Version (1782) – in pp.232-244 (in Thai)
  - CS 1145 Version (1783)
  - [ Sanggitiyavamsa] – Pali chronicle compiled by Phra Phonnarat, generally discussing Buddhism History of Thailand.
  - CS 1157 Version of Phan Chanthanumat (1795)
  - Thonburi Chronicle (1795)
  - Somdet Phra Phonnarat Version (1795) – Thought to be identical to Bradley Version below.
  - Culayuddhakaravamsa Vol.2 – Pali chronicle. – includes other three versions of the chronicle.
  - Phra Chakraphatdiphong (Chat) Version (1808) (in Thai)
  - Brith Museum Version (1807)
  - Wat Ban Thalu Version (1812)
  - ''Culayuddhakaravamsa Sermon (1820) . – includes other three versions of the chronicle.
  - Bradley or Two-Volume Version (1864) – formerly called Krom Phra Paramanuchit Chinorot Version. [ Vol.1] [ Vol.2] [ Vol.3] or Vol.1 [ Vol.2]
  - Pramanuchit's Abridged Version (1850) (in English)
  - Royal Autograph Version (1855) – Vol. 1 Архивирано на веб-сајту  (3. октобар 2018), Vol. 2 Архивирано на веб-сајту  (3. октобар 2018)
- Cushman, Richard D (2000).  David K. Wyatt, ур. The Royal Chronicles of Ayutthaya: A Synoptic Translation. Bangkok: The Siam Society.

### Burmansko stanovište
Ovo su Burmanski istorijski zapisi o Ajutiji.
- Kham Hai Kan Chao Krung Kao (Lit. Testimony of inhabitants of Old Capital (i.e., Ayutthaya))
- Kham Hai Kan Khun Luang Ha Wat (Lit. Testimony of the "King who Seeks a Temple" (nickname of King Uthumphon)) – An English translation.
- Palm Leaf Manuscripts No.11997 of the Universities Central Library Collection or Yodaya Yazawin – Available in English in Tun Aung Chain tr. (2005) Chronicle of Ayutthaya, Yangon: Myanmar Historical Commission

### Zapadno stanovište
- Second Voyage du Pere Tachard et des Jesuites envoyes par le Roi au Royaume de Siam. Paris: Horthemels, 1689.